# Inermiidae
Bogas (Inermiidae) zijn een familie van straalvinnige vissen uit de orde van baarsachtigen (Perciformes).

## Geslachten
- Inermia